# Elecciones municipales de Trujillo de 2018
Las elecciones municipales de Trujillo de 2018 se llevaron a cabo el 7 de octubre de 2018 para elegir al alcalde y al Concejo Provincial de Trujillo para el periodo 2019-2022. La elección se celebró simultáneamente con elecciones regionales y municipales (provinciales y distritales) en todo el país.
Este proceso electoral se desarrolló en un contexto caracterizado por el desgaste de la administración saliente de Elidio Espinoza, cuyo gobierno enfrentó graves acusaciones de corrupción, opacidad en la gestión y presuntos vínculos con un escuadrón de la muerte. El escenario político presentó una dinámica sin precedentes, con un récord de dieciocho candidaturas registradas, la mayor cantidad en la historia electoral trujillana. La contienda tuvo como protagonista principal a Daniel Marcelo, alcalde del distrito de La Esperanza y candidato de Alianza para el Progreso, que buscaba recuperar el poder. Frente a él, el Partido Aprista Peruano presentó nuevamente a Luis Santa María, en un intento por recuperar su antigua influencia, mientras que otras fuerzas como Fuerza Popular y el recién llegado Todos por el Perú completaron el panorama electoral.
Los resultados provinciales demostraron un contundente retorno del apepismo al poder municipal, superando por amplio margen a sus contendientes y logrando su mejor resultado desde las elecciones de 2010. Este triunfo contrastó dramáticamente con el desempeño aprista, que si bien logró ubicarse en segundo lugar, experimentó un considerable retroceso tanto en porcentaje como en número de votos. Todos por el Perú, en su primera participación electoral, logró colocar un representante en el concejo municipal, mientras que el fujimorismo mantuvo su presencia en el concejo provincial aunque con un ligero retroceso en su votación. El caso más dramático fue el del Movimiento Regional para el Desarrollo con Seguridad y Honradez del saliente alcalde Espinoza, que sufrió un colapso electoral con menos del 1% de los votos.
En el ámbito distrital, el dominio apepista alcanzó niveles históricos. El partido conquistó más de dos tercios de los distritos provinciales, su mejor desempeño desde su creación, incluyendo los distritos de El Porvenir y La Esperanza, los más poblados de la provincia. Este éxito contrastó radicalmente con el fracaso aprista, que por primera vez en su historia no logró ganar en ningún distrito trujillano, perdiendo incluso sus tradicionales bastiones. El fujimorismo, por su parte, registró su mejor desempeño distrital al hacerse con el control de Huanchaco, el tercer distrito más poblado, aunque perdió en Poroto ante el residual movimiento de Espinoza.

## Sistema electoral
La Municipalidad Provincial de Trujillo es el órgano administrativo y de gobierno de la provincia de Trujillo. Está compuesta por el alcalde y el Concejo Provincial.
La votación del alcalde y el concejo se realiza en base al sufragio universal, que comprende a todos los ciudadanos nacionales mayores de dieciocho años, empadronados y residentes en la provincia de Trujillo y en pleno goce de sus derechos políticos, así como a los ciudadanos no nacionales residentes y empadronados en la provincia de Trujillo. No hay reelección inmediata de alcaldes.
El Concejo Provincial de Trujillo está compuesto por 15 regidores elegidos por sufragio directo para un período de cuatro (4) años, en forma conjunta con la elección del alcalde (quien lo preside). La votación es por lista cerrada y bloqueada. Se asigna a la lista ganadora los escaños según el método d'Hondt o la mitad más uno, lo que más le favorezca.

## Composición del Concejo Provincial de Trujillo
La siguiente tabla muestra la composición del Concejo Provincial de Trujillo antes de las elecciones.
| Partidos | Partidos                                                        | Regidores |
| -------- | --------------------------------------------------------------- | --------- |
|          | Movimiento Regional para el Desarrollo con Seguridad y Honradez | 9         |
|          | Alianza para el Progreso                                        | 3         |
|          | Partido Aprista Peruano                                         | 2         |
|          | Fuerza Popular                                                  | 1         |

## Partidos y candidatos
A continuación se muestra una lista de los principales partidos y alianzas electorales que participaron en las elecciones:
| Candidatura | Candidatura | Partidos y alianzas                                                             | Candidato | Candidato                     | Ideología                                                          | Resultado previo | Resultado previo | Ref.  |
| Candidatura | Candidatura | Partidos y alianzas                                                             | Candidato | Candidato                     | Ideología                                                          | Votos (%)        | Cons.            | Ref.  |
| ----------- | ----------- | ------------------------------------------------------------------------------- | --------- | ----------------------------- | ------------------------------------------------------------------ | ---------------- | ---------------- | ----- |
|             | MRDSH       | Lista - Movimiento Regional para el Desarrollo con Seguridad y Honradez (MRDSH) |           | José Rodríguez Marcelo        | Regionalismo liberteño                                             | 31.77%           | 9                | [ 3 ] |
|             | APP         | Lista - Alianza para el Progreso (APP)                                          |           | Daniel Marcelo Jacinto        | Liberalismo económico Conservadurismo liberal Populismo de derecha | 29.91%           | 3                | [ 3 ] |
|             | APRA        | Lista - Partido Aprista Peruano (APRA)                                          |           | Luis Santa María Mecq         | Aprismo                                                            | 24.80%           | 2                | [ 3 ] |
|             | FP          | Lista - Fuerza Popular (FP)                                                     |           | Verónica Escobal Ordóñez      | Fujimorismo Conservadurismo social Populismo de derecha            | 9.28%            | 1                | [ 3 ] |
|             | JP          | Lista - Juntos por el Perú (JP)                                                 |           | Dionicio González González    | Socialismo democrático Progresismo                                 | 0.74%            | 0                | [ 3 ] |
|             | FA          | Lista - Frente Amplio (FA)                                                      |           | Vilma Méndez Gil              | Socialismo Ecologismo Descentralización                            | 0.56%            | 0                | [ 3 ] |
|             | DD          | Lista - Democracia Directa (DD)                                                 |           | Roberto Alvarado Rubiños      | Socialismo Nacionalismo de izquierda Ecologismo                    | 0.54%            | 0                | [ 3 ] |
|             | AP          | Lista - Acción Popular (AP)                                                     |           | Eduardo Navarro Paredes       | Partido atrapalotodo                                               | 0.36%            | 0                | [ 3 ] |
|             | PPC         | Lista - Partido Popular Cristiano (PPC)                                         |           | Mario Chuquimango Viches      | Democracia cristiana Conservadurismo social Liberalismo económico  | Nuevo            | Nuevo            | [ 3 ] |
|             | Frepap      | Lista - Frente Popular Agrícola del Perú (Frepap)                               |           | Hortencia de la Cruz Gallardo | Israelismo Fundamentalismo cristiano Populismo                     | Nuevo            | Nuevo            | [ 3 ] |
|             | UPP         | Lista - Unión por el Perú (UPP)                                                 |           | Marco Chereque Pretel         | Etnocacerismo Nacionalismo de izquierda Ultranacionalismo          | Nuevo            | Nuevo            | [ 3 ] |
|             | SP          | Lista - Somos Perú (SP)                                                         |           | Jorge Mendiola Salgado        | Democracia cristiana Conservadurismo social                        | Nuevo            | Nuevo            | [ 3 ] |
|             | TPP         | Lista - Todos por el Perú (TPP)                                                 |           | Verónica Torres Bravo         | Liberalismo Humanismo Progresismo                                  | Nuevo            | Nuevo            | [ 3 ] |
|             | PN          | Lista - Perú Nación (PN)                                                        |           | Fredy Solano Ortiz            | Conservadurismo social Democracia cristiana                        | Nuevo            | Nuevo            | [ 3 ] |
|             | PL          | Lista - Perú Libertario (PL)                                                    |           | Carlos Mannucci Gallo         | Socialismo del siglo XXI Marxismo-leninismo Mariateguismo          | Nuevo            | Nuevo            | [ 3 ] |
|             | PP          | Lista - Podemos por el Progreso del Perú (PP)                                   |           | Francisco Huerta Benites      | Conservadurismo social Populismo Nacionalismo                      | Nuevo            | Nuevo            | [ 3 ] |
|             | Súmate      | Lista - Súmate (Súmate)                                                         |           | Víctor del Carpio Sedano      | Regionalismo liberteño                                             | Nuevo            | Nuevo            | [ 3 ] |
|             | R           | Lista - Nueva Libertad (R)                                                      |           | Carmen Núñez Campos           | Regionalismo liberteño                                             | Nuevo            | Nuevo            | [ 3 ] |

## Sondeos de opinión
La siguiente tabla enumera las estimaciones de la intención de voto en orden cronológico inverso, mostrando las más recientes primero y utilizando las fechas en las que se realizó el trabajo de campo de la encuesta. Cuando se desconocen las fechas del trabajo de campo, se proporciona la fecha de publicación.
Leyenda:
     Sondeo realizado en el periodo de prohibición legal de la difusión de sondeos de intención de voto.

### Intención de voto
La siguiente tabla enumera las estimaciones ponderadas (sin incluir votos en blanco y nulos) de la intención de voto.
|                                |                |     |      |      |      |     |      |      |  |  |  |
| Elecciones municipales de 2018 | 7 oct 2018     | —   | 35.4 | 22.6 | 10.5 | 5.9 | 5.5  | 12.8 |  |  |  |
|                                |                |     |      |      |      |     |      |      |  |  |  |
| Ipsos Perú/América             | 7 oct 2018     | ?   | 35.2 | 22.1 | 11.7 | 6.2 | –    | 13.1 |  |  |  |
| Ipsos Perú/América             | 7 oct 2018     | ?   | 40.8 | 20.6 | 8.8  | –   | 6.4  | 20.2 |  |  |  |
| Klambp                         | 12–14 ago 2018 | 631 | 26.2 | 12.7 | 5.3  | 1.2 | 28.1 | 1.9  |  |  |  |

### Preferencias de voto
La siguiente tabla enumera las preferencias de voto en bruto (incluyendo blancos, viciados y sin respuesta) y no ponderadas.
| Encuestadora/Medio             | Fecha          | Muestra | Daniel Marcelo | Luis Santa María | Verónica Torres | Verónica Escobal | Carmen Núñez | B/V  | NS/NO | Dif. |  |  |  |  |
| ------------------------------ | -------------- | ------- | -------------- | ---------------- | --------------- | ---------------- | ------------ | ---- | ----- | ---- |  |  |  |  |
| Encuestadora/Medio             | Fecha          | Muestra |                |                  |                 |                  |              |      |       |      |  |  |  |  |
| Elecciones municipales de 2018 | 7 oct 2018     | —       | 29.0           | 18.5             | 8.6             | 4.9              | 4.5          | 18.2 | –     | 10.5 |  |  |  |  |
|                                |                |         |                |                  |                 |                  |              |      |       |      |  |  |  |  |
| Klambp                         | 12–14 ago 2018 | 631     | 21.9           | 10.6             | 4.4             | 1.0              | 23.5         | –    | 16.5  | 1.6  |  |  |  |  |

## Resultados

### Sumario general
| |                                                                         |              |              |              |           |           |  |  |
| Partidos y coaliciones                                                                                     | Partidos y coaliciones                                                  | Voto popular | Voto popular | Voto popular | Regidores | Regidores |  |  |
| Partidos y coaliciones                                                                                     | Partidos y coaliciones                                                  | Votos        | %            | ±pp          | Total     | +/−       |  |  |
| | Alianza para el Progreso (APP)                                          | 173,527      | 35.40        | +5.49        | 9         | +6        |  |  |
| | Partido Aprista Peruano (APRA)                                          | 110,668      | 22.58        | –2.22        | 4         | +2        |  |  |
| | Todos por el Perú (TPP)                                                 | 51,553       | 10.52        | Nuevo        | 1         | +1        |  |  |
| | Fuerza Popular (FP)                                                     | 29,144       | 5.95         | –3.33        | 1         | ±0        |  |  |
| | Nueva Libertad (R)                                                      | 27,030       | 5.51         | Nuevo        | 0         | ±0        |  |  |
| | Súmate (Súmate)                                                         | 25,275       | 5.16         | Nuevo        | 0         | ±0        |  |  |
| | Somos Perú (SP)                                                         | 15,263       | 3.11         | n/a          | 0         | ±0        |  |  |
| | Acción Popular (AP)                                                     | 14,086       | 2.87         | +2.51        | 0         | ±0        |  |  |
| | Frente Amplio (FA)                                                      | 7,933        | 1.62         | +1.06        | 0         | ±0        |  |  |
| | Podemos por el Progreso del Perú (PP)                                   | 7,785        | 1.59         | Nuevo        | 0         | ±0        |  |  |
| | Frente Popular Agrícola del Perú (Frepap)                               | 7,514        | 1.53         | Nuevo        | 0         | ±0        |  |  |
| | Perú Nación (PN)                                                        | 4,406        | 0.90         | Nuevo        | 0         | ±0        |  |  |
| | Democracia Directa (DD)                                                 | 3,874        | 0.79         | +0.25        | 0         | ±0        |  |  |
| | Movimiento Regional para el Desarrollo con Seguridad y Honradez (MRDSH) | 3,675        | 0.75         | –31.02       | 0         | –9        |  |  |
| | Perú Libertario (PL)                                                    | 2,994        | 0.61         | Nuevo        | 0         | ±0        |  |  |
| | Juntos por el Perú (JP)1                                                | 2,295        | 0.47         | –0.27        | 0         | ±0        |  |  |
| | Unión por el Perú (UPP)                                                 | 1,671        | 0.34         | n/a          | 0         | ±0        |  |  |
| | Partido Popular Cristiano (PPC)                                         | 1,443        | 0.29         | n/a          | 0         | ±0        |  |  |
| |                                                                         |              |              |              |           |           |  |  |
| Total | Total                                                                   | 490,136      |              |              | 15        | ±0        |  |  |
| |                                                                         |              |              |              |           |           |  |  |
| Votos válidos                                                                                              | Votos válidos                                                           | 490,136      | 81.79        | –7.29        |           |           |  |  |
| Votos en blanco                                                                                            | Votos en blanco                                                         | 30,487       | 5.09         | +1.36        |           |           |  |  |
| Votos nulos                                                                                                | Votos nulos                                                             | 78,605       | 13.12        | +5.94        |           |           |  |  |
| Votos emitidos                                                                                             | Votos emitidos                                                          | 599,228      | 79.74        | –4.32        |           |           |  |  |
| Abstenciones                                                                                               | Abstenciones                                                            | 152,256      | 20.26        | +4.32        |           |           |  |  |
| Votantes registrados                                                                                       | Votantes registrados                                                    | 751,484      |              |              |           |           |  |  |
| |                                                                         |              |              |              |           |           |  |  |
| Fuente: |                                                                         |              |              |              |           |           |  |  |
| Notas al pie: 1 Comparado con los resultados de Partido Humanista Peruano (PHP) en las elecciones de 2014. |                                                                         |              |              |              |           |           |  |  |
| Notas al pie:                                                                                              |                                                                         |              |              |              |           |           |  |  |
| 1 Comparado con los resultados de Partido Humanista Peruano (PHP) en las elecciones de 2014.               |                                                                         |              |              |              |           |           |  |  |

### Concejo Provincial de Trujillo
| Cargo                           | Autoridad electa           | Partido político | Partido político         |
| ------------------------------- | -------------------------- | ---------------- | ------------------------ |
| Alcalde Provincial de Trujillo  | Daniel Marcelo Jacinto     |                  | Alianza para el Progreso |
| Regidor Provincial de Trujillo  | José Ruiz Vega             |                  | Alianza para el Progreso |
| Regidora Provincial de Trujillo | Sandra Trujillo Marreros   |                  | Alianza para el Progreso |
| Regidor Provincial de Trujillo  | Hernán Aquino Dionisio     |                  | Alianza para el Progreso |
| Regidor Provincial de Trujillo  | Andreé Gallo Lezama        |                  | Alianza para el Progreso |
| Regidor Provincial de Trujillo  | Andrés Sánchez Esquivel    |                  | Alianza para el Progreso |
| Regidor Provincial de Trujillo  | Noé Anticona Solórzano     |                  | Alianza para el Progreso |
| Regidor Provincial de Trujillo  | Víctor de la Cruz Rosas    |                  | Alianza para el Progreso |
| Regidor Provincial de Trujillo  | Sergio Vílchez Neira       |                  | Alianza para el Progreso |
| Regidora Provincial de Trujillo | Nancy Vásquez Luján        |                  | Alianza para el Progreso |
| Regidor Provincial de Trujillo  | Raúl Lozano Peralta        |                  | Partido Aprista Peruano  |
| Regidor Provincial de Trujillo  | Wilson Toribio Vereau      |                  | Partido Aprista Peruano  |
| Regidor Provincial de Trujillo  | Juan Namoc Medina          |                  | Partido Aprista Peruano  |
| Regidora Provincial de Trujillo | Olga Cribilleros Shigihara |                  | Partido Aprista Peruano  |
| Regidor Provincial de Trujillo  | Jorge Rodríguez Lázaro     |                  | Todos por el Perú        |
| Regidor Provincial de Trujillo  | Luis Bahamonde Amaya       |                  | Fuerza Popular           |

## Elecciones municipales distritales

### Sumario general
| | Alianza para el Progreso (APP)                                          | 93,655  | 30.92 |       | 7  | +2 |  |  |
| | Partido Aprista Peruano (APRA)                                          | 52,370  | 17.29 |       | 0  | –3 |  |  |
| | Súmate (Súmate)                                                         | 28,623  | 9.45  | n/a   | 0  | ±0 |  |  |
| | Todos por el Perú (TPP)                                                 | 25,546  | 8.43  | Nuevo | 0  | ±0 |  |  |
| | Fuerza Popular (FP)                                                     | 24,037  | 7.93  |       | 2  | +1 |  |  |
| | Nueva Libertad (R)                                                      | 21,116  | 6.97  | n/a   | 0  | ±0 |  |  |
| | Somos Perú (SP)                                                         | 20,137  | 6.65  |       | 0  | ±0 |  |  |
| | Acción Popular (AP)                                                     | 11,581  | 3.82  |       | 0  | ±0 |  |  |
| | Perú Patria Segura (PPS)                                                | 5,563   | 1.94  |       | 0  | ±0 |  |  |
| | Podemos por el Progreso del Perú (PP)                                   | 5,257   | 1.74  | Nuevo | 0  | ±0 |  |  |
| | Frente Amplio (FA)                                                      | 3,283   | 1.08  |       | 0  | ±0 |  |  |
| | Movimiento Regional para el Desarrollo con Seguridad y Honradez (MRDSH) | 2,787   | 0.92  |       | 1  | +1 |  |  |
| | Perú Libertario (PL)                                                    | 1,981   | 0.65  | Nuevo | 0  | ±0 |  |  |
| | Democracia Directa (DD)                                                 | 1,766   | 0.58  |       | 0  | ±0 |  |  |
| | Perú Nación (PN)                                                        | 1,651   | 0.55  | Nuevo | 0  | ±0 |  |  |
| | Unión por el Perú (UPP)                                                 | 926     | 0.31  |       | 0  | ±0 |  |  |
| | Frente Popular Agrícola del Perú (Frepap)                               | 874     | 0.29  | Nuevo | 0  | ±0 |  |  |
| | Avanza País (AvP)                                                       | 765     | 0.25  | Nuevo | 0  | ±0 |  |  |
| | Juntos por el Perú (JP)1                                                | 706     | 0.23  |       | 0  | ±0 |  |  |
| | Partido Popular Cristiano (PPC)                                         | 295     | 0.10  |       | 0  | ±0 |  |  |
| | Restauración Nacional (RN)                                              | 14      | 0.00  |       | 0  | ±0 |  |  |
| |                                                                         |         |       |       |    |    |  |  |
| Total | Total                                                                   | 302,933 |       |       | 10 | ±0 |  |  |
| |                                                                         |         |       |       |    |    |  |  |
| Votos válidos                                                                                              | Votos válidos                                                           | 302,933 | 82.29 |       |    |    |  |  |
| Votos en blanco                                                                                            | Votos en blanco                                                         | 25,089  | 6.82  |       |    |    |  |  |
| Votos nulos                                                                                                | Votos nulos                                                             | 40,102  | 10.89 |       |    |    |  |  |
| Votos emitidos                                                                                             | Votos emitidos                                                          | 368,124 | 80.52 |       |    |    |  |  |
| Abstenciones                                                                                               | Abstenciones                                                            | 89,044  | 19.48 |       |    |    |  |  |
| Votantes registrados                                                                                       | Votantes registrados                                                    | 457,168 |       |       |    |    |  |  |
| |                                                                         |         |       |       |    |    |  |  |
| Fuente: |                                                                         |         |       |       |    |    |  |  |
| Notas al pie: 1 Comparado con los resultados de Partido Humanista Peruano (PHP) en las elecciones de 2014. |                                                                         |         |       |       |    |    |  |  |
| Notas al pie:                                                                                              |                                                                         |         |       |       |    |    |  |  |
| 1 Comparado con los resultados de Partido Humanista Peruano (PHP) en las elecciones de 2014.               |                                                                         |         |       |       |    |    |  |  |

### Resultados por distrito
La siguiente tabla enumera el control de los distritos de la provincia de Trujillo. El cambio de mando de una organización política se resalta del color de ese partido.
| Distrito             | Alcalde(sa) titular        | Partido político | Partido político         | Alcalde(sa) electo(a)     | Partido político | Partido político         |
| -------------------- | -------------------------- | ---------------- | ------------------------ | ------------------------- | ---------------- | ------------------------ |
| El Porvenir          | Ángel Rodríguez Armas      |                  | Partido Aprista Peruano  | Segundo Rebaza Benites    |                  | Alianza para el Progreso |
| Florencia de Mora    | Wilson Toribio Vereau      |                  | Partido Aprista Peruano  | Hernán Cabeza Cortéz      |                  | Alianza para el Progreso |
| Huanchaco            | José Ruiz Vega             |                  | Alianza para el Progreso | Estay García Castillo     |                  | Fuerza Popular           |
| La Esperanza         | Daniel Marcelo Jacinto     |                  | Alianza para el Progreso | Herguein Namay Valderrama |                  | Alianza para el Progreso |
| Laredo               | Javier Rodríguez Vásquez   |                  | Contigo Laredo           | Miguel Chávez Castro      |                  | Alianza para el Progreso |
| Moche                | Roger Quispe Rosales       |                  | Alianza para el Progreso | Arturo Fernández Bazán    |                  | Alianza para el Progreso |
| Poroto               | Hilde Molina Chuquillanqui |                  | Fuerza Popular           | Juan Eustaquio Lucas      |                  | Desarrollo con Seguridad |
| Salaverry            | Félix Campaña Silva        |                  | Alianza para el Progreso | Mónica Betancourt Azalde  |                  | Alianza para el Progreso |
| Simbal               | Santos Rafael Valdivia     |                  | Partido Aprista Peruano  | William Gonzales Narciso  |                  | Fuerza Popular           |
| Víctor Larco Herrera | Carlos Vásquez Llamo       |                  | Alianza para el Progreso | César Juárez Castillo     |                  | Alianza para el Progreso |